# T.S. Eliot
Thomas Stearns Eliot (Saint Louis (Missouri), 26 september 1888 – Londen, 4 januari 1965) was een Amerikaans-Brits dichter, toneelschrijver, cultuurfilosoof en literatuurcriticus. Hij was een van de belangrijkste figuren uit de wereld van de literatuur van de 20e eeuw en een van de grootste vernieuwers van de poëzie en kreeg in 1948 de Nobelprijs voor Literatuur.

## Levensloop
Eliot werd geboren als zoon van Henry Ware Eliot en Charlotte Champe Stearns als de jongste van zeven kinderen. Zijn grootvader van vaderskant, William Greelleaf Eliot, was de stichter van een unitaristische kerk in St. Louis en oprichter van de Washington University. Zijn vader was een rijke zakenman, zijn moeder was een dichteres en sociaal werker. Door een dubbele hernia was Eliot niet in staat om zware fysieke inspanningen te leveren. Na zijn middelbare school volgde Eliot een voorbereidingsjaar aan Smith's Academy, waar hij Oudgrieks, Latijn, Frans en Duits leerde. Hier schreef hij zijn eerste gedicht 'Fable For Feasters'. Van 1906 tot 1909 studeerde hij letteren en filosofie in Harvard, waar hij colleges wijsbegeerte volgde bij George Santayana, Irving Babbit, William James en Josiah Royce.
In 1908 ontdekte Eliot Arthur Symons' 'The Symbolist Movement in Literature' (1899). Door dit werk maakte hij kennis met de poëzie van Jules Laforgue, Arthur Rimbaud en Paul Verlaine. Deze dichters zouden een beslissende invloed op hem uitoefenen. Tijdens zijn studie publiceerde hij enige gedichten in The Harvard Advocate en raakte hij bevriend met Conrad Aiken. Later studeerde hij in Parijs aan de Sorbonne, waar hij aan de College de France colleges volgde bij Henri Bergson. Met Alain-Fournier las hij poëzie en hij raakte beïnvloed door de royalistische, conservatieve en katholieke geschriften van Charles Maurras. In 1911 keerde hij terug naar Harvard, waar hij enige tijd Sanskriet en Pali studeerde.
In 1914 kreeg hij een beurs om aan het Merton College van de Universiteit van Oxford te studeren. Via Londen en Marburg, Duitsland, kwam hij uiteindelijk in Oxford aan. Het beviel hem matig. Aan Conrad Aiken schreef hij: 'I hate university towns and university people, who are the same everywhere, with pregnant wives, sprawling children, many books and hideous pictures on the walls ... Oxford is very pretty, but I don't like to be dead.' Na een jaar verliet hij het college weer. In 1915 trouwde Eliot met Vivienne Haigh-Wood. Het werd een ongelukkig huwelijk, mede door een hormonale aandoening van Vivienne, die hevige stemmingswisselingen veroorzaakte. Het jonge paar woonde enige tijd in het appartement van Bertrand Russell. In 1916 voltooide hij een proefschrift voor Harvard 'Knowledge and Experience in the Philosophy of F. H. Bradley', maar hij slaagde er niet in terug te keren voor zijn mondeling examen.
Na enkele jaren docent te zijn geweest aan de Highgate School en de Royal Grammar School in High Wycombe, koos Eliot voor een positie bij Lloyds Bank, op de afdeling buitenlands betalingsverkeer. Daarnaast was hij werkzaam als assistent-redacteur bij The Egoist (1917-1919). Ook begon hij een eigen tijdschrift, The Criterion (1922-1939), waarin hij in 1922 zijn gedicht The Waste Land publiceerde. Het redigeren van The Criterion leverde Eliot een indrukwekkend netwerk op, met onder anderen auteurs zoals James Joyce en Proust. Het redigeren van het tijdschrift was echter moeilijk te combineren met zijn baan op de bank. Tijd voor eigen werk was er nauwelijks nog. Pas toen hij in 1925 de bank verliet en een plaats accepteerde in de directie van de nieuwe uitgeverij Faber and Gwyer, later Faber and Faber, kwam hierin verandering.

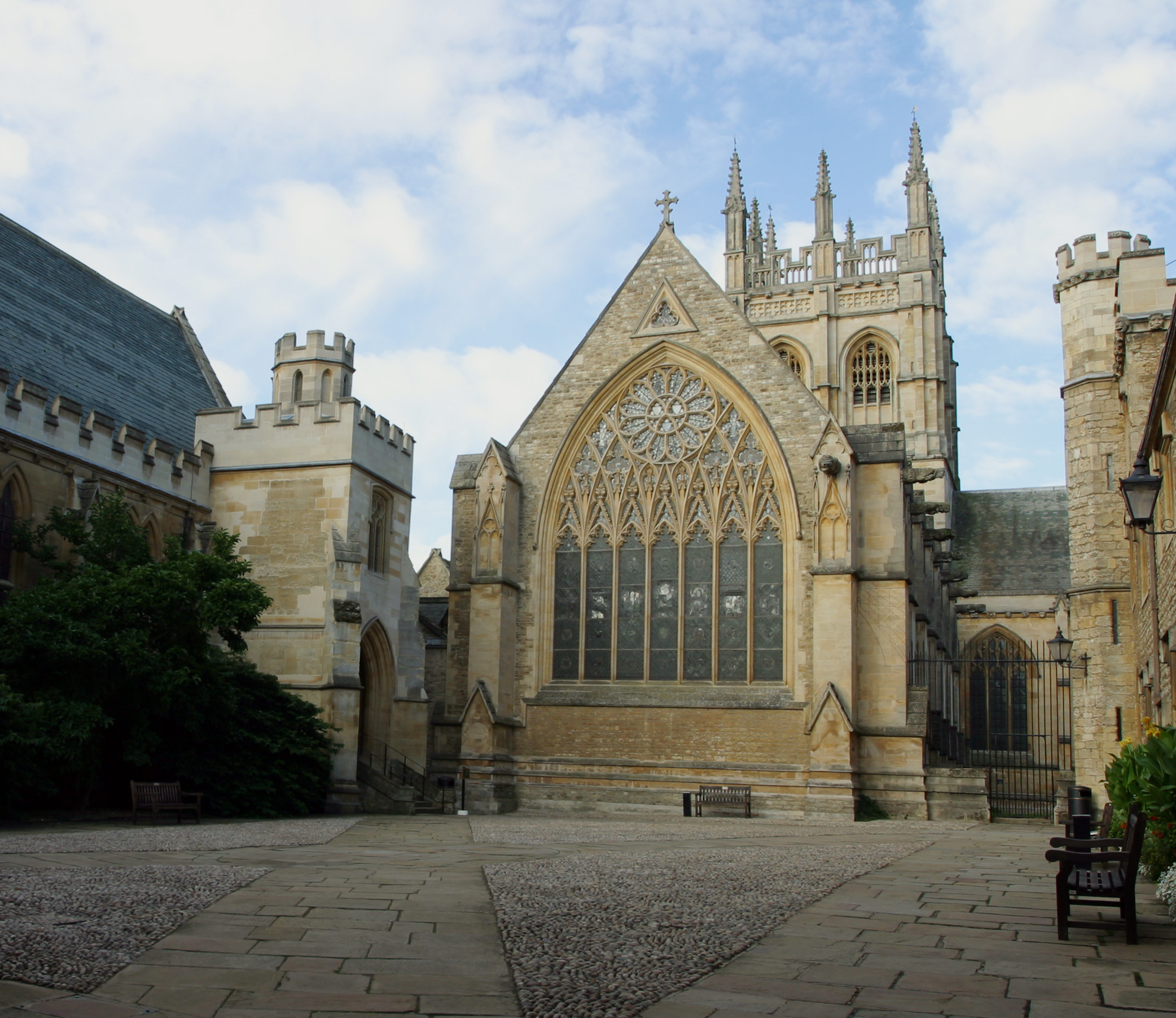
Merton College, Oxford

In 1927 trad Eliot, tot verbijstering van sommige van zijn vrienden, toe tot de Anglicaanse Kerk. Daarnaast besloot hij zijn Amerikaanse nationaliteit op te geven en hij werd Brits onderdaan. Toen de Harvard-universiteit hem de Charles Eliot Norton-leerstoel voor het jaar 1932-1933 aanbood, vertrok hij naar de Verenigde Staten, zijn vrouw in Engeland achterlatend.
In 1933 kwam er een eind aan het huwelijk met Vivienne; met medewerking van haar familie kreeg Thomas controle over haar vermogen en liet hij haar opsluiten in een psychiatrisch ziekenhuis, waar ze de laatste negen jaar van haar leven zou slijten. Eliot zou haar tot haar dood in 1947 nog één keer bezoeken.
In 1948 won hij de Nobelprijs voor Literatuur voor Four Quartets, het werk dat Eliot zelf als zijn meesterwerk beschouwde. In dit werk culmineert zijn dichterschap. Four Quartets gaat over de relatie van de dichter ten aanzien van de onderwerpen tijd, het universum en de natuur en het goddelijke.
In 1957 trouwde Eliot met Esmé Valerie Fletcher, die vanaf 1949 zijn secretaresse was geweest bij Faber en Faber. Het werd een gelukkig, maar kort huwelijk. Op 4 januari 1965 overleed Eliot in Londen. Zijn lichaam werd gecremeerd; de as werd overgebracht naar St. Michael's Church in East Coker, de plaats waarvandaan zijn voorouders naar Amerika emigreerden.

## The Waste Land

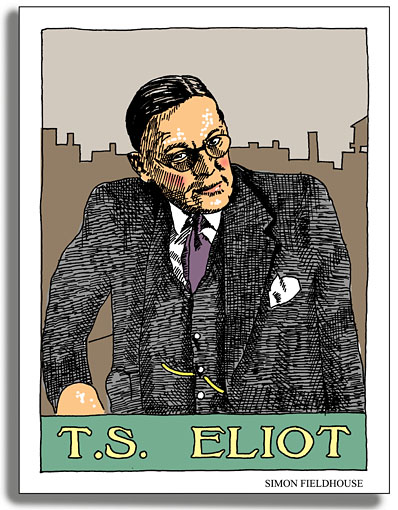
T.S. Eliot getekend door Simon Fieldhouse

In de periode tussen 1917 en 1922 schreef Eliot zijn eerste grote werken: Prufrock and Other Observations (1917), Poems (1920) en The Waste Land (1922). In deze gedichten, die doordrongen zijn van het cultuurpessimisme van na de Eerste Wereldoorlog, beschrijft Eliot het lijden, de ontluisterende ervaring van de grote stad, de onvruchtbaarheid en de uitzichtloosheid van het moderne bestaan en de absolute isolatie van ieder individu door het geestelijke en morele failliet en de verspilling van de goddelijke liefde.
The Waste Land, onder redactie van vriend en dichter-criticus Ezra Pound, kreeg onmiddellijk aandacht van de literaire kritiek en het publiek en vestigde Eliots reputatie als een belangrijk dichter. De complexe structuur en de afwezigheid van romantische lyriek betekenden een radicale breuk met de negentiende-eeuwse poëtische tradities.
In The Waste Land toont Eliot een cultuur van verspilling en verval, van lusteloze en doelloze seksualiteit, van eenzaamheid en godsverduistering, kortom een cultuur die niet meer gedragen wordt door de liefde, maar door de dood. The Waste Land is overladen met literaire verwijzingen en citaten. Eliot greep onder meer terug op de herinneringen van Maria Larisch, een nicht van de Oostenrijkse keizerin Elisabeth, de religieuze antropologie, James George Frazers The Golden Bough, op Dantes beschrijvingen van de hel, de Franse symbolisten, zoals Charles Baudelaire, Jules Laforgue en Stéphane Mallarmé, christelijke en hindoestaanse teksten, zoals de Confessiones van Augustinus, de Pentateuch en de Bhagavad Gita, op het libretto van Wagners 'Tristan und Isolde', de filosofie van F.H. Bradley, Shakespeares 'Antony and Cleopatra' en op de graallegende, zoals beschreven door Jessie Weston.

## Kritische werken
Eliots kritische werk bestaat uit een dissertatie, Knowledge and Experience in the Philosphy of F.H. Bradley, enkele bundels kritieken en essays, waaronder The Sacred Wood (1920), After Strange Gods, For Lancelot Andrewes (1928) en Essays Ancient and Modern (1936) en On Poetry and poets (1957) , en twee cultuurfilosofische studies, het onvoltooid gebleven The Idea of a Christian Society (1939) en Notes Towards the Definition of Culture (1948). Zijn essays zijn grofweg te verdelen in drie groepen: essays over de literatuur in het algemeen, met onder meer Tradition and individual talent, The Use of Poetry and the Use of Criticism, Religion and Literature en What is a Classic, beschouwingen over individuele schrijvers onder wie Philip Massinger, Dante Alighieri, John Milton, de "Metaphysical poets" (John Donne, George Herbert, Henry Vaughan), Andrew Marvell, Percy Bysshe Shelley, William Blake, Matthew Arnold, Lord Alfred Tennyson, Charles Baudelaire, William Butler Yeats en James Joyce, en filosofische opstellen over het humanisme en het christendom, onder meer over Blaise Pascal, Francis Herbert Bradley, Irving Babbit, Lancelot Andrewes en John Bramhall. Zijn essays en kritieken, die algemeen worden gezien als de belangwekkendste bijdragen uit het Engelse taalgebied aan de literatuurreceptie van de 20e eeuw, oefenden een diepgaande invloed uit op het denken over de relatie tussen religie, cultuur, moderniteit en literatuur, en leidden tot de herziening van de Engelse literaire canon. Dichters als Donne en Herbert, die voordien als 'minor poets' werden beschouwd, ondergingen een grondige herwaardering en werden opnieuw op de literaire kaart gezet, en gevestigde literaire grootheden als Milton en Shelley werden bekritiseerd op hun soms gebrekkige metrum en taalgebruik. Zijn cultuurfilosofische studies, met name Notes towards a Definition of Culture, hebben veel waardering en navolging gevonden bij denkers als F.R. Leavis, Roger Scruton, Helen Gardner en George Steiner.

## Het christelijk geloof

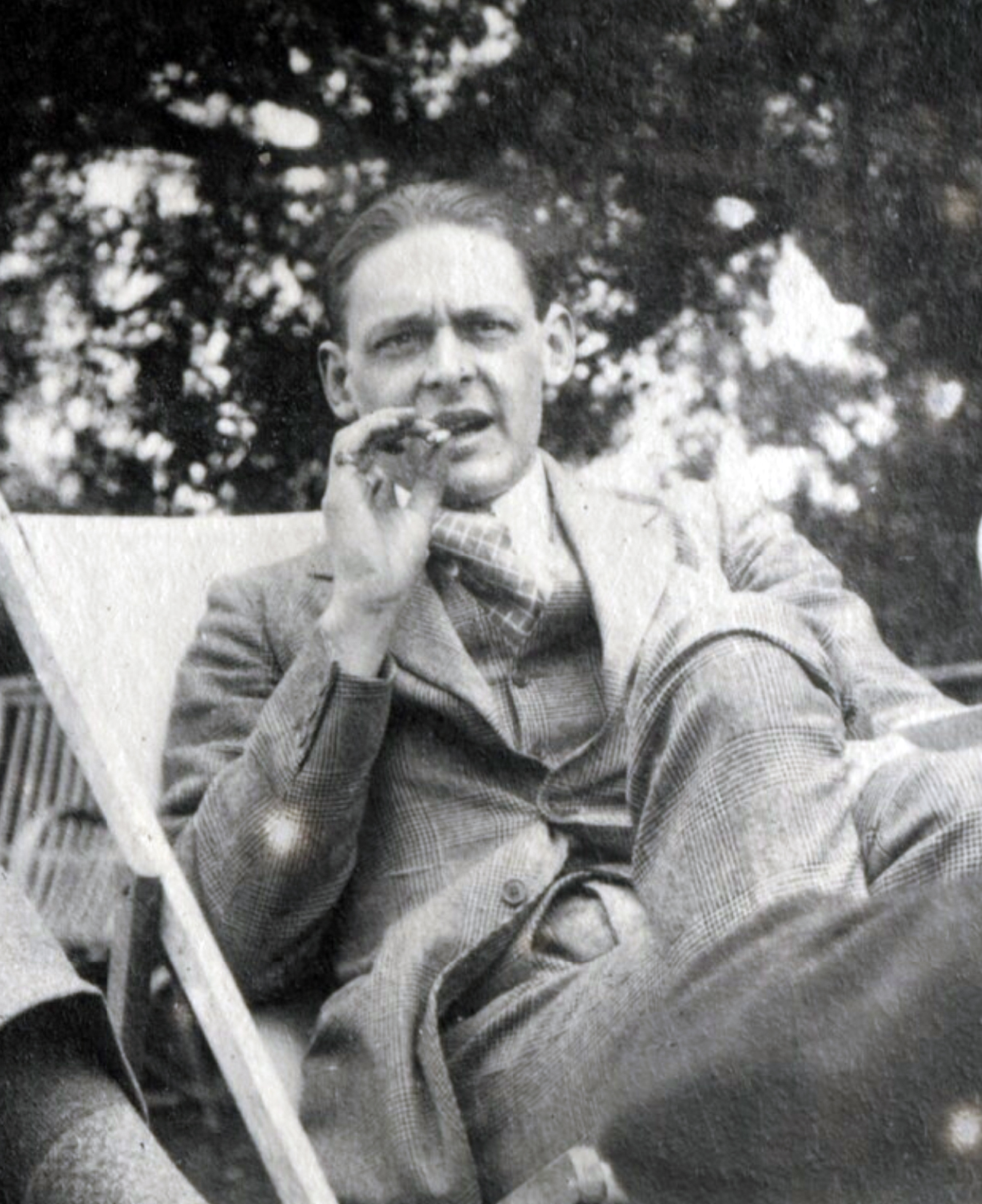
T.S. Eliot in 1923 door Lady Ottoline Morrell

## Latere werken

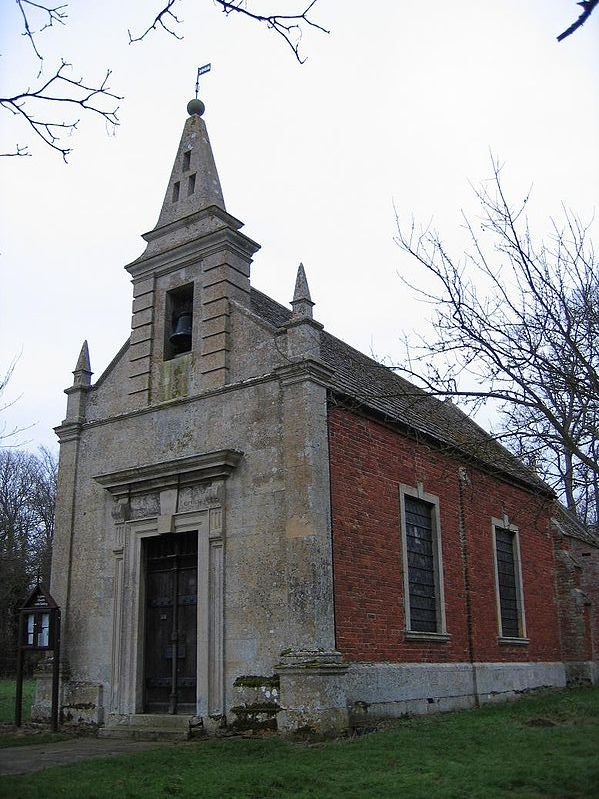
St John’s Church, Little Gidding